# Mucor albus
Mucor albus är en svampart som beskrevs av Schrank 1789. Mucor albus ingår i släktet Mucor och familjen Mucoraceae.   Inga underarter finns listade i Catalogue of Life.